# جوایز برگزیده نوجوانان ۲۰۱۴
مراسم جوایز برگزیده نوجوانان ۲۰۱۴ در ۱۰ اوت ۲۰۱۴ در سالن شراین ادیتوریوم در لس آنجلس برگزار شد. در ابتدا برنامه‌ریزی شده بود که این رویداد در غرفه دانشگاه کالیفرنیا، لس آنجلس برگزار شود، که در ۲۹ ژوئیه ۲۰۱۴ در نزدیکی دانشگاه با شکستگی لوله آب جاری شد. ساعت ۸: ۰۰–۱۰: ۰۰ بعد از ظهر پخش مستقیم تلویزیون / فاکتور پخش تأخیر در شرکت پخش همگانی فاکس پخش شد. این جوایز موفقیت‌های سال موسیقی، فیلم، تلویزیون، ورزش، مد، کمدی و اینترنت را جشن می‌گیرند و توسط بینندگان ۱۳ تا ۱۹ ساله رأی داده شد. در طول نمایش جایزه انتخاب نهایی به سلنا گومز اهدا شد.
وان دایرکشن بزرگترین برندگان شب بودند، و هر ده جایزه ای را که نامزد شده بودند، از آن خود کردند (شامل یک جایزه به هری استایلز و یک جایزه دیگر به طرفدارانشان). بخت پریشان همچنین هفت جایزه خود را از جمله چهار جایزه برای انسل الگورت را به دست آورد.